# Mokry Żleb (Dolina Starorobociańska)

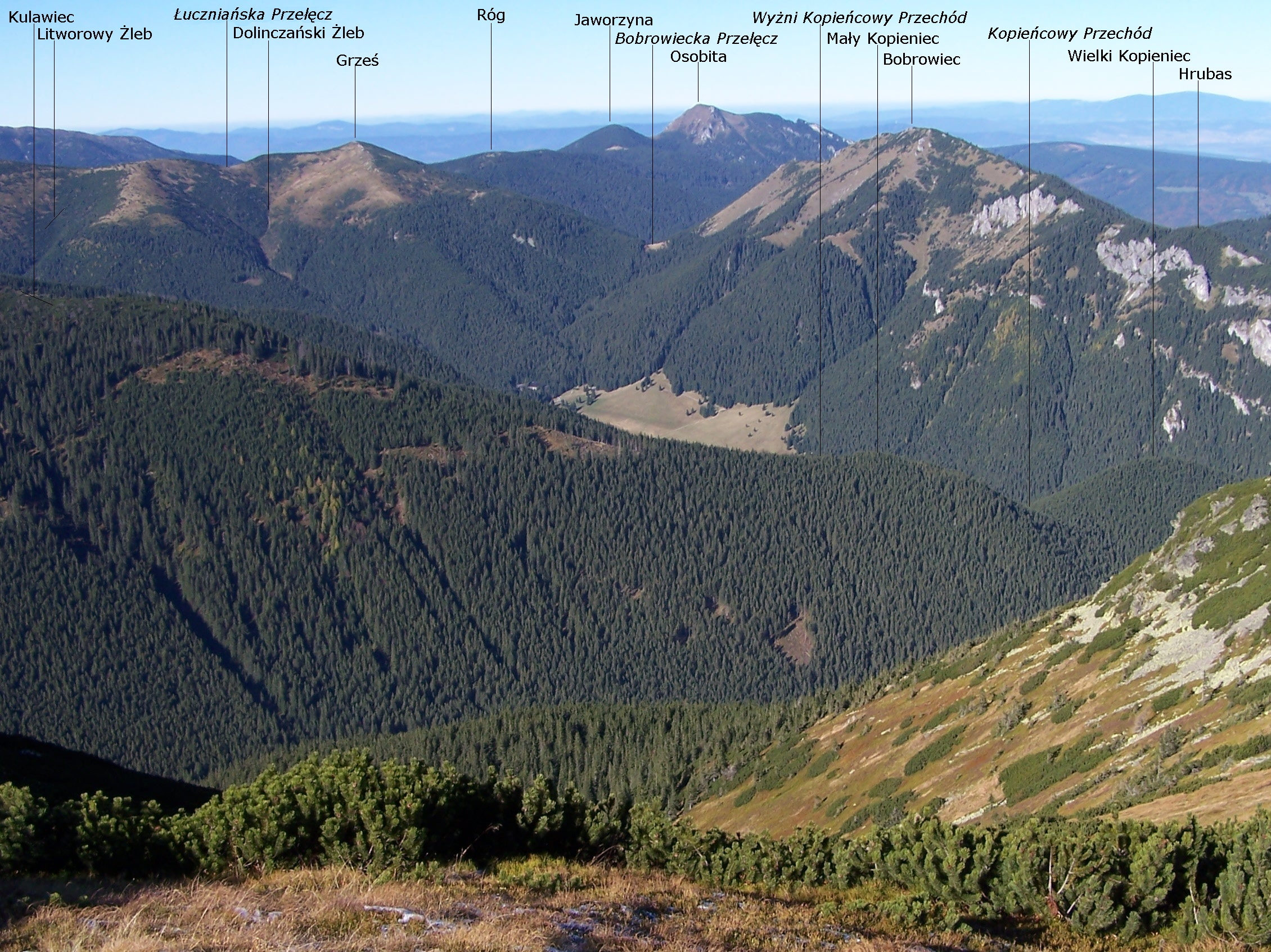
Mokry Żleb na zboczach Kulawca

Mokry Żleb – żleb na południowo-wschodnich stokach Trzydniowiańskiego Wierchu w polskich Tatrach Zachodnich. Opada z grzbietu Kulawca do dolnej części Doliny Starorobociańskiej. Koryto Mokrego Żlebu jest trawiaste, okolice porasta las. Jest to przedostatni (patrząc od południa) ze wszystkich żlebów Trzydniowańskiego Wierchu (niżej od niego znajduje się jeszcze niewielki żleb Mlaskacz).
Dawniej okolice żlebu były terenami wypasowymi Hali Stara Robota i były bardziej trawiaste, dla potrzeb pasterstwa wyrąbywano bowiem kosodrzewinę i drzewa. Odsłonięcie stoków spowodowało ich wzmożoną erozję i pogłębianie się żlebu. Po zaprzestaniu wypasu zbocza Kulawca znacznie już zarosły lasem, który przeciwdziała erozji stoków i nie pozwala na powstawanie lawin. Okolice Mokrego Żlebu są już zregenerowane i traci on charakter żlebu.